# Via Gemina
Via Gemina je bila rimska cesta, ki je povezovala Oglej in Emono (sodobna Ljubljana). Zgradila ga je leta 14 n. št. XIII. legija Gemina. Kljub imenu, ki so ga dali njeni graditelji, je bilo rečeno, da je dobila ime, 'cesta dvojčica', zaradi okoliščine, da je odhajala iz Ogleja skupaj z Vio Postumio.
Cesta,ki je pripomogla k hitri romanizaciji Istre, je potekala iz Ogleja, šla skozi Tergeste (sodobni Trst) in sledila Vipavski dolini med izlivom reke Vipave v Sočo pri Pons Sonti (Gradisca d'Isonzo) in poznejšim mestom Vipava, preko kraškega okraja do Nauportusa (sodobna Vrhnika) in Emone (Ljubljana). Cesta je sledila enemu od odsekov Jantarske poti, ki se je nato nadaljevala do Donave blizu Carnuntuma z imenom Via Electra v rimskem obdobju in Via Sucinaria od leta 1200.
Cesta se je dotikala krajev Ronke, Medjevas, Zgonik, Repentabor, Bazovica, Postojna (Postumia) in vstopila v Ljubljano skozi vrata, obrnjena proti zahodu. Medtem ko je Via Electra potekala skozi Gradišče in Gorico, je Via Gemina potekala skozi Postojno.
Po Tacitu so leta 14 n. št. graditelji cest izropali Navport.
Ko se je Maksimin Tračan odločil za pohod na rimsko Italijo, mu je uspelo v kratkem času zasesti Emono in tik pred obleganjem mesta Oglej mu je uspelo obnoviti Vio Gemino.